# Borna (duc)
Pour les articles homonymes, voir Borna.
Borna était le duc de Croatie de c. 810 à 821 et vassal de l'Empire franc. Il résidait à Nin et était le dirigeant de la plupart des Croates du nord de la Dalmatie.
Le prédécesseur de Borna était Višeslav, probablement son père. Après sa mort en 821, il a été remplacé par son neveu Vladislav.
Il est mentionné dans les Annales royales franques ( Annales regni Francorum ) dans les entrées concernant les années 818 à 821. Ses titres étaient « Duc des Guduscani » (une tribu croate de Lika et de Dalmatie du nord) , en 818 ; « Duc de Dalmatie » en 819 ; "Duc de Dalmatie et de Liburnie" en 821. L'historiographie le traite comme un dirigeant de la Croatie dalmate.

## Histoire

Carte montrant les frontières impériales en 814, avec la Croatie comme tributaire de Charlemagne.

Borna est mentionné dans les "Annales regni Francorum" (Annales du royaume des Francs). Il est mentionné pour la première fois lors d'une réunion en 818 à Herstal entre l'empereur franc Louis le Pieux, des envoyés des Obotrites, Borna (duc des Guduscani), et des Timotchanes, qui s'étaient récemment révoltés contre les Bulgares et avaient changé de camp en faveur des Francs. Lors de cette réunion, il est également question de Ljudevit, duc des Slaves dans la Pannonie inférieure et commandant de la marche du Frioul.  L'historiographie traite principalement les Guduscani comme une tribu de la Lika, le long de la rivière Gacka.
En juillet 819, une autre assemblée franque a eu lieu à Ingelheim. En raison de la rébellion de Ljudevit contre les Francs, des troupes franques ont été envoyées d'Italie en Pannonie, mais elles sont revenues sans avoir accompli leur mission. Ljudevit envoya des émissaires aux Francs avec des conditions qui n'ont pas été acceptées par l'empereur franc. Ljudevit a poursuivi la rébellion et a envoyé des émissaires aux tribus voisines pour les rallier à sa cause, parvenant à convaincre les Timotchanes qui s'étaient initialement soumis aux Francs.  Une petite armée franque affronta l'armée de Ljudevit en Carinthie, en détruisit une grande partie et la chassa.  Borna, maintenant le "Duc de Dalmatie", avec une grande armée, rencontra l'armée avançante de Ljudevit sur la rivière Kupa. Les Guduscani abandonnèrent Borna dès le premier affrontement, mais il réussit à fuir en toute sécurité avec ses garde du corps. Au cours de cette bataille, Dragomuž ( Dragomosus ), le beau-père de Ljudevit qui avait rejoint Borna au début de la rébellion, tomba.  Borna a de nouveau conquis les Guduscani après leur retour chez eux.  En décembre, Ljudevit profita de l'occasion pour attaquer la Dalmatie avec une grande armée, ravageant le pays.  Borna a attaqué Ljudevit avec des troupes d'élite, après avoir stocké autant qu'il pouvait dans ses châteaux, se rendant compte qu'il n'était pas de taille contre lui.  Épuisé, attaqué sur l'arrière et sur le flanc, avec de lourdes pertes, Ljudevit fut contraint de se retirer du territoire de Borna.  Ljudevit avait perdu 3 000 soldats, et Borna a saisi plus de 300 chevaux et des butins de toutes sortes, puis en informa l'empereur franc par l'intermédiaire de ses émissaires. 
En janvier 820, une autre assemblée franque eut lieu à Aix-la-Chapelle.  Il fut décidé que la rébellion de Ljudevit serait réprimée par trois armées venues de trois directions.  Borna a donné son avis sur l'opération, d'abord par l'intermédiaire d'émissaires, puis en personne.  Au printemps, les trois armées furent envoyées, la première d'Italie à travers les Alpes noriques, la deuxième à travers la Carinthie, la troisième de Bavière à travers la Haute Pannonie .  La première et la troisième avançaient lentement, l'une entravée par les ennemis et l'autre par le long parcours, tandis que la deuxième traversait la Drave, surmontant avec succès trois rencontres ennemies, se déplaçant rapidement.  Les armées se sont unies et ont ravagé le pays, et sont rentrées chez elles sans pertes significatives, tandis que Ljudevit était resté en sécurité dans un château montagneux.  La Carniole, à la frontière avec le Frioul, et les Carinthiens qui étaient passés du côté de Ljudevit, ont capitulé devant les Francs.
En février 821, une autre assemblée franque eut lieu à Aix-la-Chapelle.  Une guerre contre Ljudevit était prévue, avec trois armées pour ravager les terres des traîtres.  Pendant ce temps, Borna, maintenant mentionné comme le « duc de Dalmatie et de Liburnie », mourut et fut remplacé par son neveu (fils de sa sœur),  Vladislav, selon la volonté du peuple et l'approbation de l'empereur.  Les terres de Ljudevit furent ravagées et les armées rentrèrent chez elles en octobre. 

## Titres
Dans les Annales royales franques, Borna est nommé « Duc des Guduscani » ( latin : ducis Guduscanorum ) en 818. En 819 il est « Duc de Dalmatie » ( latin : dux Dalmatiae ), alors qu'en 821 il est « Duc de Dalmatie et de Liburnie » ( latin : dux Dalmatiae atque Liburniae ).
L'ascension progressive de son titre devrait être due à son importance croissante lors du conflit franc avec Ljudevit. 

## Sources
- Constantine Porphyrogenitus: De Administrando Imperio, Washington D.C., Dumbarton Oaks Center for Byzantine Studies, 1967, 2nd revised éd. (1re éd. 1949) (ISBN 9780884020219, lire en ligne)
- Carolingian Chronicles: Royal Frankish Annals and Nithard's Histories, University of Michigan Press, 1970 (ISBN 0472061860, lire en ligne)
- John Van Antwerp Jr. Fine, The Early Medieval Balkans: A Critical Survey from the Sixth to the Late Twelfth Century, Ann Arbor, Michigan, University of Michigan Press, 1991 (1re éd. 1983) (ISBN 0472081497, lire en ligne)
- John Van Antwerp Jr. Fine, When Ethnicity Did Not Matter in the Balkans: A Study of Identity in Pre-Nationalist Croatia, Dalmatia, and Slavonia in the Medieval and Early-Modern Periods, Ann Arbor, Michigan, University of Michigan Press, 2005 (ISBN 0472025600, lire en ligne)
- Slobodan Jarčević, « АВАРИ? ХУНИ? ХУ-УР-ВАТХИ? », Glas, no 12,‎ 1998
- Radoslav Katičić, Litterarum studia: književnost i naobrazba ranoga hrvatskog srednjovjekovlja, Matica hrvatska, 1998, 184, 209, 320 (ISBN 978-953-150-177-4, lire en ligne)
- (hr) Nada Klaić, Povijest Hrvata u srednjem vijeku, Zagreb, Globus, 1990 (ISBN 9788634304725, lire en ligne)
- (sr) Relja Novaković, « Tragom starih povelja i drugih izvora », Istorijski institut, no 20,‎ 1973, p. 9–14 (lire en ligne)
- Tibor Živković, De conversione Croatorum et Serborum: A Lost Source, Belgrade, The Institute of History, 2012 (lire en ligne)
- Tibor Živković, Homage to Academician Sima Ćirković, Belgrade, The Institute for History, 2011, 381–398 p. (ISBN 9788677430917, lire en ligne), « The Origin of the Royal Frankish Annalist's Information about the Serbs in Dalmatia »